# Metalimnobia compta
Metalimnobia compta är en tvåvingeart som först beskrevs av Alexander 1920.  Metalimnobia compta ingår i släktet Metalimnobia och familjen småharkrankar. Inga underarter finns listade i Catalogue of Life.